# الحرب في بولندا العصور الوسطى

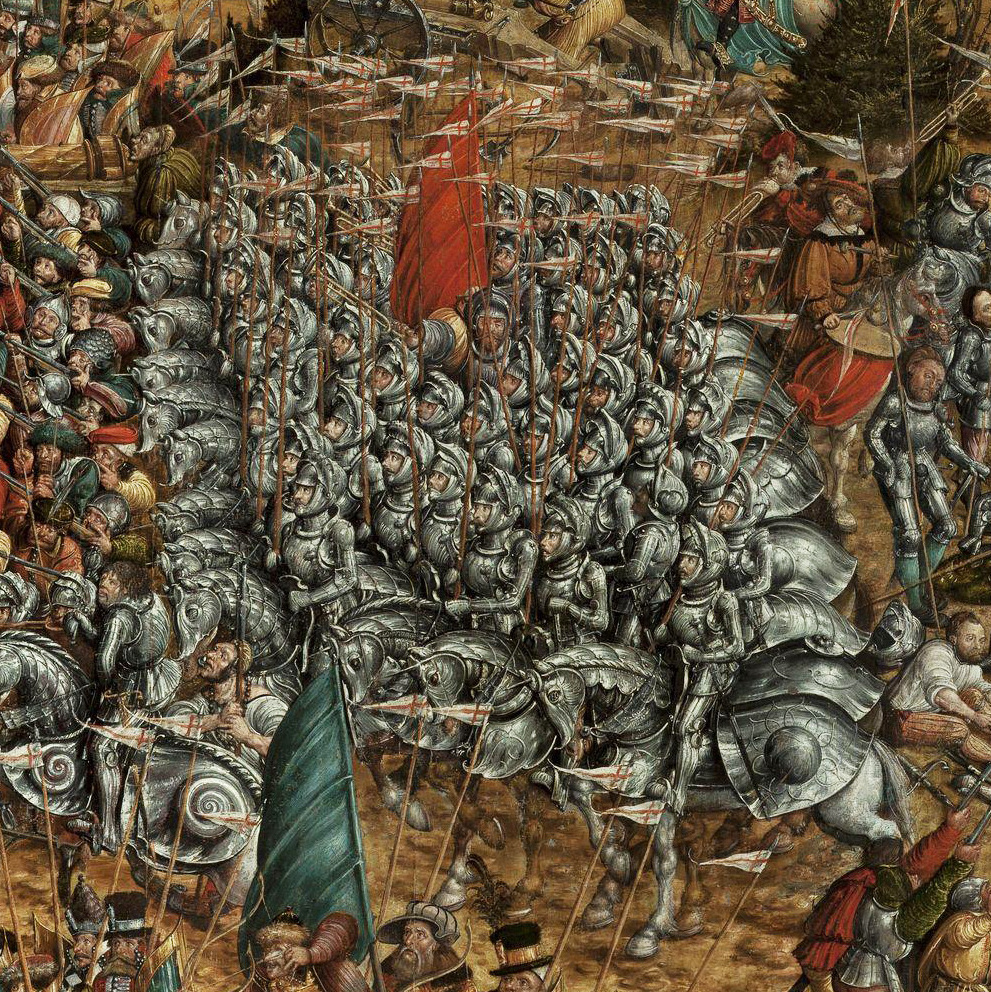

تغطي الحرب في بولندا العصور الوسطى التاريخ العسكري لبولندا خلال حكم سلالتي بياست وياغيلون (في الفترة بين القرنين العاشر والسادس عشر).

## التقسيم لفترات
في التاريخ العسكري لبولندا في العصور الوسطى، يتعين علينا أن نفرق بين ثلاث فترات مختلفة: المبكرة والانتقالية والمتأخرة، رُسم كل منها في عهد أمراء وملوك معينين. كانت الفترة المبكرة من العصور الوسطى محصورة بين زمني مييشكو الأول وبوليسواف فريميف الثالث، وامتدت الفترة الانتقالية من أوقات تجزئة الدولة إلى حكم فواديسواف الأول الملقب بالقصير، والفترة المتأخرة من حكم كازيمير الثالث الأعظم خلال حكم سلالات أنجو وياغيلون حتى عام 1514.

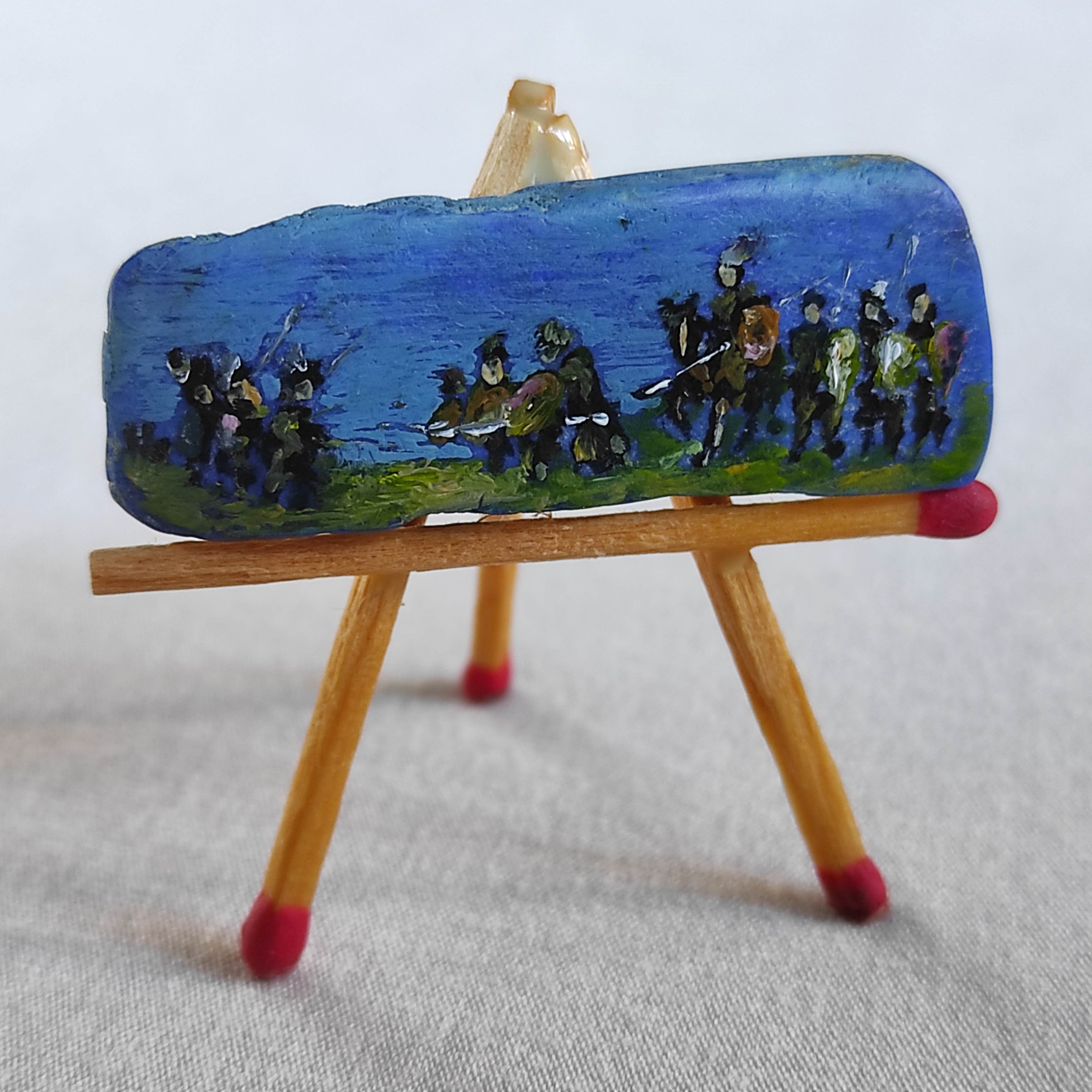
معركة سيدينيا
الأبعاد 15 × 42 ملم
الفنان باول برودزيسز
متحف هنريك جان دومينيك للفن الاحترافي المصغر في تيشي.

هناك بعض الصعوبات في إنشاء الإطار الزمني لذلك العصر، ومناطقية الدولة، خاصةً في الفترة المبكرة، وفي وقت تجزئة بولندا أيضًا. لا توجد أي شكوك حول بداية فترة العصور الوسطى من التاريخ البولندي؛ كانت في بداية عهد مييشكو الأول، وأول معارك مُشار إليها تاريخياً مع ويشمان الأصغر عام 967 وفيلتي ومعركة سيدينيا عام 972. ومع ذلك، من الصعب تحديد نهاية الحقبة إذ لا توجد نقطة تحول محددة في تاريخ بولندا، بالتوازي مع أحداث مثل سقوط القسطنطينية 1453 واكتشاف كريستوفر كولومبوس لأمريكا 1492 أو بداية الإصلاح 1517 في غرب وجنوب أوروبا. يتفق معظم المؤرخون على أن نهاية عصر القرون الوسطى وبداية عصر النهضة في بولندا حدث خلال حكم أسرة ياغيلون، وربما في فترة انحسارها (زمن زغمونت الأول). تحديد معركة فريدة في تلك الفترة يمكن اعتبارها معركةً أخيرة صعب جدا.
في تاريخ الحرب في أوروبا الغربية، ترتبط نهاية فترة العصور الوسطى ارتباطًا وثيقًا بنهاية الفروسية وأخلاقياتها وطريقة قتالها. في بولندا، وكذلك في بعض دول أوروبا الشرقية الأخرى، استُدعي الفرسان (النبلاء، السلاختا البولنديون) للحرب (للتعبئة العامة) حتى نهاية القرن الثامن عشر، أو حتى نهاية (العصر السكسوني). في مثل هذه الظروف، يجب رفض المعايير الخاصة بنهاية روح الفروسية -بصفتها نهايةً للعصور الوسطى في بولندا. بدلاً من ذلك، فاللحظة المناسبة هي على الأرجح الوقت الذي استُبدل فيه سلاح الفرسان الثقيل، بكامل طاقته المدرعة، بتشكيلات أخف مثل الهوساريا. تُصور اللوحة، الموجودة في مجموعة المتحف الوطني في وارسو، والمعروفة باسم معركة أورشا، التشكيلات القتالية الشائعة لمجموعات الفرسان المدرعة الثقيلة والهوساريا الخفيفة. وقعت معركة أورشا في خريف عام 1514. خلال معركة أوبرتين عام 1531 لم يكن هناك سوى سلاح فرسان خفيف على الجانب البولندي. قد يكون (رغم الشكوك) هذان التاريخان النقاط المفصلية؛ آخر معركة في العصور الوسطى (أورشا) وأول معركة في العصر الحديث (أوبرتين).
تميزت المعارك البولندية في العصور الوسطى التي جرت في منطقة بولندا (وليس فقط فيها) بالتالي:
- اختلاف في التكتيكات (من نهاية القرن الرابع عشر) عن تلك التي كان يُعمل بها في أوروبا الغربية، مع استخدام العقبات الطبيعية والمناورات.
- العفوية والاندفاع وإيقاف نظام القتال الفروسي (الفارس ضد الفارس والتابع ضد التابع)، بدلًا من ذلك، الحرب الكاملة، التي اعتمدها الفارس البولندي خلال النزاعات الحدودية المتكررة في الشرق، والحروب مع الفرسان التوتونيين، استدعتهم في الأصل دوقية ماسوفيا، لكنهم انقلبوا ضد مضيفيهم البولنديين، والذين رغم امتلاكهم حوالي 1200 من الأتباع في ليفونيا وبروسيا في أوائل القرن الخامس عشر، كانوا قادرين على استئجار جيش من المرتزقة من أوروبا الغربية قوي بما يكفي لتهديد دوقية ليتوانيا الكبيرة ومملكة بولندا القوية.[8]

لم تكن معارك العصور الوسطى في بولندا -دون حساب معارك مثل معركة ليجنيكا أو معركة غرونفالد أو معركة فارنا أو معركة أورشا الأخيرة- معاركًا كبيرة، ويمكن تسمية معظمها مناوشات بدلًا من معارك. ومع ذلك، هاجم تتار القرم والأتراك في وقت واحد الحدود البولندية الليتوانية، ووصلوا في وقت واحد إلى لوبلان. لمحاربة هذا العدو الجديد، أصبح سلاح الفرسان الخفيف (أو شبه الخفيف، مثل الهوساريا) العنصر الأكثر أهميةً في الجيش البولندي.

## الأسلحة
كان السلاح الأساسي للفارس الأوروبي هو السيف والرمح (سلاح الدفع الثقيل). إلى جانب ذلك تضمنت الترسانة النموذجية عددًا من الأسلحة الصغيرة من الخناجر إلى فؤوس المعركة ، والصولجان ، ومعاول الفرسان ، وغيرها الكثير. لم يكن السيف البولندي مختلفًا عن السيوف المستخدمة في الغرب - كان مستقيمًا ، بنصل طوله 80-120 سم ، ووزنه 1.0 - 1.8 كجم ، وله حلق على شكل لوز وقضيب متقاطع. كان الرمح في بولندا في ذلك الوقت يُشار إليه باسم «الخشب» (pol. drzewo) ، يبلغ طوله 3،5 - 4،5 مترًا ، وكان له رأس حربة على شكل مشرط أو شكل ورقة الشجر ولكن كان هناك أيضًا أثقل رؤوس حربة معينية خارقة للدروع.